# Darkó István (író, 1954–1982)
Darkó István (Kolozsvár, 1954. május 4. – Nagyvárad, 1982. szeptember 7.) erdélyi magyar író, színész. Apja Darkó László, művészettörténész és festő, anyja Timkó Edit, operaénekes, a kolozsvári Magyar Opera tagja.

## Élete
Első írásai 1975-ben jelentek meg, 1976-ban Szőcs Gézával közös álnevén, Szénégető Henrikként is publikált, temetésén is Szőcs tartotta a búcsúbeszédet. 1978-ban végzett a marosvásárhelyi Szentgyörgyi István Színművészeti Intézet színész szakán, és a Nagyváradi Állami Színház Szigligeti Ede Társulatához szerződött. Tamási Áron, George Bernard Shaw, Federico García Lorca vagy Sławomir Mrożek darabjaiban játszott. Első – és életében utolsó – kötetét A következő pillanatban címmel 1981-ben adta ki a bukaresti Kriterion Könyvkiadó. Magnóval készített legendás „szamizdat” Macskarádióját, amely a Ceauşescu-rendszer groteszk világának hű lenyomata, romániai rádiósok a szocializmus évtizedeinek egyetlen értékelhető ottani magyar rádiójátékának tartják. Ennek felvétele és szövege 2007-ben jelent meg Egyed Péter gondozásában.

## Kötetei
- A következő pillanatban. Fantasztikus történetek; Kriterion, Bukarest, 1981
- A következő pillanatban / Macskarádió; Kriterion, Kolozsvár, 2007 + DVD

## Fontosabb színházi szerepei
- Cokane (George Bernard Shaw: Szerelmi házasság)
- Vőlegény (Federico García Lorca: Vérnász)
- Artur (Sławomir Mrożek: Tangó)
- Dénkó (Tamási Áron: Ősvigasztalás)